# Banshkhali
Banshkhali (en bengali : বাঁশখালী) est une upazila du Bangladesh dans le district de Chittagong. En 1991, on y dénombrait 320 339 habitants.